# Roman Hattemer
Roman Hattemer (* 1838; † 1909) war ein königlich-bayerischer Beamter. Von 1883 bis 1909 war er Bezirksamtmann des niederbayerischen Bezirksamts Eggenfelden.
Am 11. (15.) März 1909 wurde er anlässlich seiner Pensionierung zum Ehrenbürger der Stadt Eggenfelden ernannt. Gewürdigt wurde seine „menschliche Amtsführung“ und sein Einsatz für die Errichtung eines Waisenhauses sowie die Einrichtung einer freiwilligen Sanitätskolonne. Bei seinen karitativen Tätigkeiten wurde er von seiner Gattin tatkräftig unterstützt.
Hattemer starb wenige Monate später.
| Personendaten    | Personendaten     |
| ---------------- | ----------------- |
| NAME             | Hattemer, Roman   |
| KURZBESCHREIBUNG | deutscher Beamter |
| GEBURTSDATUM     | 1838              |
| STERBEDATUM      | 1909              |